# Serranus atrobranchus
Serranus atrobranchus är en fiskart som först beskrevs av Georges Cuvier 1829.  Serranus atrobranchus ingår i släktet Serranus och familjen havsabborrfiskar. Inga underarter finns listade i Catalogue of Life.